# Adulescence
 (octobre 2024).
L'adulescence, mot-valise formé par la contraction d'« adulte » et d'« adolescence », est le prolongement de l'adolescence en dépit de l'entrée dans l'âge adulte.

## Invention
Ce néologisme fut inventé par les milieux publicitaires qui nourrissent un intérêt particulier pour ce public réputé hyperconsommateur (mode, produits culturels, sorties).

## Définition
L'adulescence commence vers dix-huit ans et se termine en général autour de trente ans (jusqu'à trente-cinq ans et parfois plus). Ce concept serait le « prolongement diffus de la crise d'adolescence », faite de tendances régressives maintenant l'immaturité psychosociale. Selon Tony Anatrella, « Ce sont les adultes qui tentent de s'identifier aux adolescents et non l'inverse ».
Le philosophe Alain Finkielkraut définit l'adulescence comme une adolescence perpétuelle consistant à renoncer à être adulte. Il y voit le fait de la génération issue du baby boom et en situe la naissance en 1968. Ce comportement est selon lui la raison de l'indulgence et de la complaisance dont fait preuve cette génération à l'égard de « la jeunesse », de façon intemporelle[réf. souhaitée].
Le concept se rapproche du kidult anglais, qui désigne un adulte aux goûts infantiles, et non particulièrement adolescents.

## Dans la culture

### Cinéma
Dans le film Tanguy (2001), le personnage principal est un cliché de l'adulescent. Non désireux de quitter le foyer familial, il aime autant ses parents que le confort que ceux-ci lui procurent. Lesdits parents usent de maintes ruses pour l'inciter à prendre son envol.
Dans Young Adult (2011), l'héroïne est un écrivain de romans adulescent qui tente de reconquérir un amour de jeunesse et fait preuve d'un manque de maturité.
Dans les séries télévisées Friends et How I Met Your Mother, les personnages sont des adulescents New-yorkais qui doivent faire face à la vie réelle avec l'aide de leurs amis.
Dans la série télévisée Bloqués, Gringe et Orelsan sont des adulescents nostalgiques de leur jeunesse étudiante, refusant les responsabilités de la vie active.

### Anime
Dans l'anime Bienvenue dans la NHK, la fin comporte plusieurs fois le terme « adulescent ».

### Musique
Le troisième album studio de l'auteur-compositeur-interprète Julien Estival s'intitule Adulescent.
Un des morceaux du rappeur Max D. Carter se nomme Adulescent.
Un des morceaux du chanteur Oldelaf, intitulé Comme je peux, contient dans les paroles « Je fais ma crise d'adulescence ».
Un des morceaux du chanteur Aldebert s'intitule Adulescent.

### Jeux vidéo
Dans Night in the Woods, le personnage principal est une étudiante de 20 ans qui, à la suite d'une crise d'angoisse, décide d'abandonner l'université pour revenir chez ses parents. L'ambiance du jeu baigne constamment dans la nostalgie du personnage pour l'insouciance de sa vie d'avant.